# Флеер, Матвей Густавович
Матвей Густавович Флеер (30 июля 1886, Иркутск, Российская империя — январь 1942, Ленинград СССР) — российский советский историк и библиограф.

## Биография
Родился в семье Густава Фёдоровича (Гутмана Фишелевича) Флеера (1863—1920), купца первой гильдии, известного, в частности, как заказчик и владелец Особняка Г. Ф. Флеера в Томске и редактор газеты Сибирский Вестник. Вырос в Томске. Был женат на дочери известного литературного критика Семёна Афанасьевича Венгерова - Евгении. Имел двоих детей - сына Сергея (1921 г. р. - призван в 1942 году на фронт где и погиб) и дочь Елизавету (1927 г. р. - эвакуирована из блокадного Ленинграда в Сибирь). Погиб в блокадном Ленинграде вместе с женой в январе 1942 г.
Учился на юридическом факультете Санкт-Петербургского университета, в 1911 г. его окончил. Дебютировал в печати выпущенным отдельной брошюрой драматическим этюдом «Между стен» (1908). В 1916 году опубликовал книгу «Явка с повинной в русском праве».
В 1919 г. заведовал отделом библиографии в Российской книжной палате, затем до 1921 г. руководил там же секцией «Наука в России». В 1920—1922 гг . штатный сотрудник Института книговедения. В 1923—1926 гг. научный сотрудник Главархива СССР, в дальнейшем старший архивист Ленинградского центрального исторического архива.
В 1921 г. выпустил книгу «Русские портреты 1917—1918 гг.» — алфавитный указатель, включающий около 1500 опубликованных в России в указанный период времени портретных изображений разных лиц. В 1923 г. вместе с А. И. Малеиным опубликовал книгу в помощь библиофилам и библиографам «О редкой книге».
В 1920-е гг. работал в журнале «Красная летопись», занимался изучением новейшей истории России. В частности, в монографии «Петербургский комитет большевиков в годы войны 1914—1917» (1927) показал, что начальный период Первой мировой войны характеризовался спадом рабочего движения в Российской империи и активности ВКП(б), тогда дальнейшее развитие военных действий характеризовалось бурным ростом того и другого.

## Книги
- Флеер М. Г. Явка с повинной в русском праве. — Пг.: Виктория, 1916. — 55 с.
- Рабочее движение в годы войны / Подг. М. Флеера. — М.: Вопросы труда, 1925. — 357 с.
- Флеер М. Г. Рабочее движение в России в годы империалистической войны. — Л.: Прибой, 1926. — 126 с.
- Флеер М. Г. Петербургский комитет большевиков в годы войны 1914—1917. — Л., 1927. — 213 с.